# Coupe-œuf

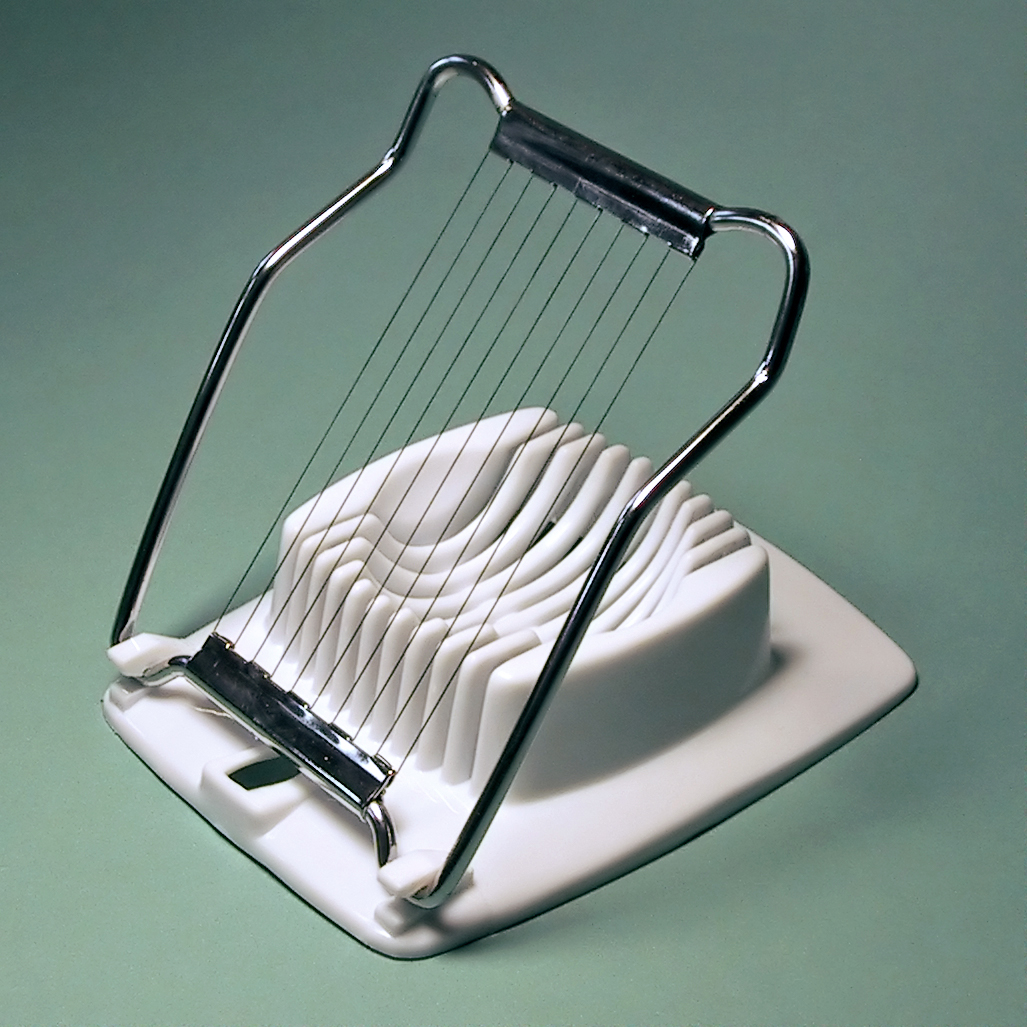
Un coupe-œuf.

Un coupe-œuf est un ustensile de cuisine permettant de découper en tranches des œufs durs écalés.
Un coupe-œuf est formé d'un support en creux pour l'œuf et d'un ensemble de fils ou de lames pivotant, qui se referment sur lui par pression de l'utilisateur. L'écartement des lames n'est habituellement pas réglable, si bien que l'aspect des tranches obtenues dépend du degré de cuisson de l'œuf, trop et surtout trop peu[pas clair], ayant ordinairement un effet peu satisfaisant.
Il a été inventé au début du 20e siècle par l'Allemand Willy Abel (1875-1951), également inventeur du coupe-pain. Les premiers coupe-œufs ont été fabriqués à Berlin-Lichtenberg.
